# Braunschweigisches Jahrbuch
Die landes- und regionalhistorische Zeitschriftenreihe Braunschweigisches Jahrbuch auch als Brunsvicensien der Universitätsbibliothek Braunschweig, erschien von 1902 bis 1995. Nachfolger ist die Zeitschriftenreihe Braunschweigisches Jahrbuch für Landesgeschichte, die seit 1996 weiterhin im Auftrag des Braunschweigischen Geschichtsvereins herausgegeben wird.

## Hintergrund
Das seit 1902 erscheinende Braunschweigische Jahrbuch ist, laut Aussage des Geschichtsvereins, das „wissenschaftliche Organ für die Geschichte des Landes Braunschweig bzw. des Raumes Südostniedersachsen.“ Es wird kostenfrei an alle Mitglieder des Vereins ausgeliefert. Für andere Interessenten ist es im Buchhandel erhältlich. Die Ausgaben der Jahrgänge 1902 bis 2006 stehen zudem frei zugänglich in der Digitalen Bibliothek Technischen Universität Braunschweig zur Verfügung.
Titelverlauf
Zunächst erschien die Reihe von 1902 bis 1916 unter dem Titel Jahrbuch des Geschichtsvereins für das Herzogtum Braunschweig in 14 Jahrgängen. In den Jahren 1917 bis 1921 wurden keine Ausgaben verlegt, der 15. Jahrgang erschien 1922. Der Titel änderte sich ab 1923 mit der 2. Folge (1 bis 10) zu Jahrbuch des Braunschweigischen Geschichtsvereins fortlaufende Nummer 16 bis 25. Ab der 3. Folge (1 bis 4 von 1940 bis 1943, 26 bis 29 gesamt) war der Titel Braunschweigisches Jahrbuch und erschien ab 1944 mit der fortlaufenden Zählung an Nummer 30 bis 76. Seit 1996 heißt die Reihe Braunschweigisches Jahrbuch für Landesgeschichte mit einer fortlaufenden Nummerierung ab 77.
Verantwortliche Herausgeber
- Paul Zimmermann: Band 1–15 (Julius Zwissler, Wolfenbüttel)
- Paul Zimmermann (bis 1930), Hermann Voges: Band 16–25 (Selbstverlag über Georg Kallmeyer Verlag, Wolfenbüttel) Neue Folge oder 2. Folge
- Werner Flechsig, Georg-Wilhelm Schuchardt: Band 26–29 (E. Appelhans & Co., Braunschweig) 3. Folge
- Hans Goetting: Band 30–33 (Georg Westermann Verlag) und 34–45 (Waisenhaus-Buchdruckerei, Braunschweig)
- Joseph König: Band 46–62 (Selbstverlag des Braunschweigischen Geschichtsvereins)
- Günter Scheel: Band 63–71 (Selbstverlag des Braunschweigischen Geschichtsvereins)
- Horst-Rüdiger Jarck: seit Band 72 (Selbstverlag des Braunschweigischen Geschichtsvereins)

## Ausgaben

Braunschweigisches Jahrbuch von 1961.

- Geschichtsverein für das Herzogtum Braunschweig (Hrsg.): Jahrbuch des Geschichtsvereins für das Herzogtum Braunschweig. 1. bis 15. Jahrgang (1902–1922) – (keine Ausgaben in den Jahren 1917–1921).
- Braunschweigischer Geschichtsverein (Hrsg.): Jahrbuch des Braunschweigischen Geschichtsvereins. 16. bis 25. Jahrgang (1923–1938).
- Braunschweigische Landesstelle für Heimatforschung und Heimatpflege, Braunschweigischer Geschichtsverein (Hrsg.): Braunschweigisches Jahrbuch. 26. bis 76. Jahrgang (1940–1995) – (keine Ausgaben in den Jahren 1944–1948).
- Braunschweigischer Geschichtsverein (Hrsg.): Braunschweigisches Jahrbuch für Landesgeschichte. ab Jahrgang 77 (seit 1996).
- Braunschweigischer Geschichtsverein (Hrsg.): Beihefte zum Braunschweigischen Jahrbuch. (unregelmäßig seit 1983 erschienen, auch unter dem Titel: Braunschweigisches Jahrbuch / Beihefte).
- Braunschweigischer Geschichtsverein (Hrsg.): Jahrbücher des Braunschweigischen Geschichtsvereins. (tu-braunschweig.de – Übersicht der digitalisierten Ausgaben 1–76).